# Fußballnationalmannschaft des Britischen Mandatsgebietes Palästina
Die Fußballnationalmannschaft des Britischen Mandatsgebietes Palästina war die Auswahlmannschaft des Völkerbundsmandates für Palästina, die das Gebiet in A-Länderspielen im Fußball vertrat. Das Team bestritt zwischen 1934 und 1940 insgesamt fünf Begegnungen.

## Geschichte

### 1917–1923: Geschichtlicher Hintergrund

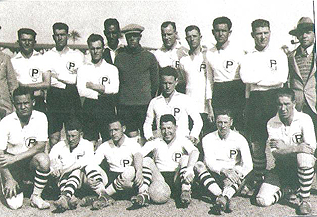
Die Nationalmannschaft während ihrer Ägypten-Tour 1930.

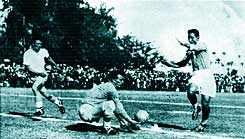
Berger (Mitte) versucht den ägyptischen Angreifer Muhammad Muhtar zu stoppen.

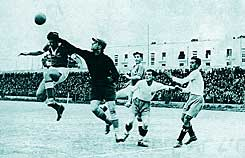
Gaul Mechlis versucht bei einem Spiel in Tel Aviv den Torhüter Papadopoulos zu überwinden.

Das Gebiet des Völkerbundsmandates für Palästina war jahrhundertelang bis zum Ersten Weltkrieg Teil des Osmanischen Reiches. 1917 eroberte das Vereinigte Königreich an der Palästinafront die Region Palästina und besetzte sie. Auf der Konferenz von Sanremo im April 1920 wurde Palästina beiderseits des Flusses Jordan zugesprochen. Zunächst ging das Mandat vom Alliierten Obersten Kriegsrat aus, am 24. Juli 1922 ratifizierte der Völkerbund das Mandat zur „Schaffung einer öffentlich-rechtlich gesicherten nationalen Heimstätte für das jüdische Volk in Palästina“. Das Gebiet des Völkerbundsmandates umfasste ursprünglich das heutige Israel, den Gazastreifen, das Westjordanland und das heutige Jordanien, das am 25. März 1923 als Transjordanien vom übrigen Gebiet abgetrennt wurde.

### 1924–1933: Nationale Verbandsgründung
Ende 1924 wurde die Maccabi Football Association gegründet, der jedoch keine britischen und palästinensischen Mannschaften sowie Vereine der Hapoel angehörten. Die steigende Popularität des Fußball führte 1925 dazu, dass die Maccabi Football Association auf Initiative von Yosef Yekutieli einen Aufnahmeantrag an den Weltfußballverband FIFA stellte. Dieser wurde jedoch mit der Begründung abgelehnt, dass ein anerkannter Fußballverband auf dem Gebiet Eretz Israels alle Ethnien umfassen müsse, sowohl Briten als auch Araber und Juden. Im März und Mai 1928 wurden zwei Ausschüsse mit Mitgliedern aus mehreren Bevölkerungsgruppen gebildet. Am 14. August 1928 fand schließlich die Gründungsversammlung der Eretz Israel Football Association (EIFA) in Jerusalem statt; an der Versammlung nahmen für Maccabi elf Männer, für Hapoel drei Männer sowie als Vertreter der Araber ein Mann teil. Die Briten beteiligten sich nicht an der Gründung des Verbandes, traten ihm jedoch später bei. Nach der Gründung stellte die Eretz Israel Football Association erneut einen Aufnahmeantrag bei der FIFA. Diese nahm den Verband, der nun alle Bevölkerungsgruppen des Gebietes vertrat, im Dezember 1928 als provisorisches Mitglied auf. Am 17. Mai 1929 wurde der Verband als dauerhaftes Mitglied in den Weltfußballverband aufgenommen. Trotzdem gab es innerhalb der Eretz Israel Football Association weiterhin große Diskrepanzen zwischen Maccabi und Hapoel.

### 1934–1937: Erster WM-Qualifikationsversuch
1934 nahm die Nationalmannschaft des Britischen Mandatsgebietes Palästina an der Qualifikation zur Weltmeisterschaft im gleichen Jahr teil. In Gruppe 12, in der die Nationalmannschaften aus dem mittleren Osten zusammengefasst wurden, traf man im März und April auf Ägypten. Ursprünglich sollte der Gruppe auch die Türkei angehören, die ihre Mannschaft jedoch vor Beginn der Qualifikation zurückzog.
Obwohl zu dieser Zeit etwa 75 Prozent der palästinensischen Bevölkerung Araber waren, wurde der nationale Verband von den zionistischen Juden geführt, die den Arabern keine Mitsprachemöglichkeit einräumten. Dies zeigte sich auch darin, dass die Nationalmannschaft von dem in Polen geborenen Juden Shimon „Lumek“ Ratner trainiert wurde, der nach seiner Spielerkarriere beim SC Hakoah Wien nach Palästina emigriert war. Alle der 1934 eingesetzten Spieler waren außerhalb des Britischen Mandatsgebietes Palästina geboren und spielten auf Vereinsebene für Maccabi Hashmonayim Jerusalem, Hapoel Haifa oder Hakoah Tel Aviv. Vor den Länderspielen wurde neben God Save the King, der Nationalhymne der britischen Kolonialmacht, die zionistische Hymne haTikwa gespielt, die noch heute als israelische Nationalhymne dient. Ohne Chance auf eine Berufung in das Nationalteam, boykottierten Armenier, Araber und die arabischen Christen den Verband und gründeten einen konkurrierenden Verband, die Palestine General Sports Association (PSA). Diese bestand bis zum Beginn des arabischen Aufstandes im Jahr 1936.
Am 16. März 1934 kam es auf einem Platz der British Army in Kairo zum ersten palästinensischen Länderspiel. Das WM-Qualifikationsspiel gegen die ägyptische Nationalmannschaft vor 13.000 Zuschauern wurde vom Engländer Stanley Wells geleitet und endete mit einer klaren 1:7-Niederlage; bereits zur Halbzeit hatte Ägypten mit 4:0 in Führung gelegen. Erster palästinensischer Torschütze wurde Avraham Nudelmann, der den 1:6-Zwischenstand erzielte. Drei Wochen später, am 6. April, trafen sich beide Mannschaften zum Rückspiel auf dem Platz von Hapoel Tel Aviv. Schiedsrichter der vor 800 Zuschauern ausgetragenen Partie war der Engländer John Goodski. Nachdem das Britische Mandatsgebiet Palästina zur Halbzeit erneut mit 0:4 im Rückstand gelegen hatte, konnte man in der zweiten Hälfte zum 1:4-Endstand verkürzen. Mit zwei Niederlagen und einem Torverhältnis von 2:11 qualifizierte sich die palästinensische Mannschaft nicht für die Weltmeisterschaft in Italien.

### 1938–1940: Zweiter WM-Qualifikationsversuch und Freundschaftsspiel
Die Nationalmannschaft traf in der ersten Runde der WM-Qualifikation auf Griechenland. Nach einem 1:3 in Tel Aviv-Jaffa und einem 0:1 in Athen konnte sich das Team nicht für die Weltmeisterschaft 1938 qualifizieren. Am 22. Januar 1940 bestritt die Nationalmannschaft des Britischen Mandatsgebietes Palästina ihr einziges Freundschaftsspiel und zugleich das letzte Länderspiel ihrer Geschichte. Dabei gelang gegen den Libanon ein 5:1-Sieg, der einzige Punktgewinn des Nationalteams.

## Anerkennung
- Das heutige Palästina als arabischer Staat hat keine  Verbindung mit dieser jüdischen Delegation aus Palästina, die als erstes jüdisches Nationalteam als Vorläufer Israels gelten.[4]

## Statistik
- Liste der Nationalmannschaftsspiele

| 4 | Gdalyahu Fuchs       |
| 3 | Zalman Friedmann     |
| 3 | Gaul Machlis         |
| 3 | Avraham Nudelmann    |
| 3 | Haim Reich           |
| 3 | Yohanan Sukenik      |
| 2 | insgesamt 8 Spieler  |
| 1 | insgesamt 22 Spieler |